# Diözese Durham
Das Bistum Durham (lat.: Dioecesis Dunelmensis) ist eine anglikanische Diözese in der Kirchenprovinz York der Church of England mit Sitz in Durham. Sein Gebiet umfasst den größten Teil des County Durham (ohne Teesdale) sowie Teile der Metropolregion Tyne and Wear. Es besteht aus 227 Pfarreien, die sich auf 16 Dekanate und drei Erzdekanate (Archdeaconries) verteilen. Bis zur englischen Reformation war es eine römisch-katholische Diözese. 

## Geschichte

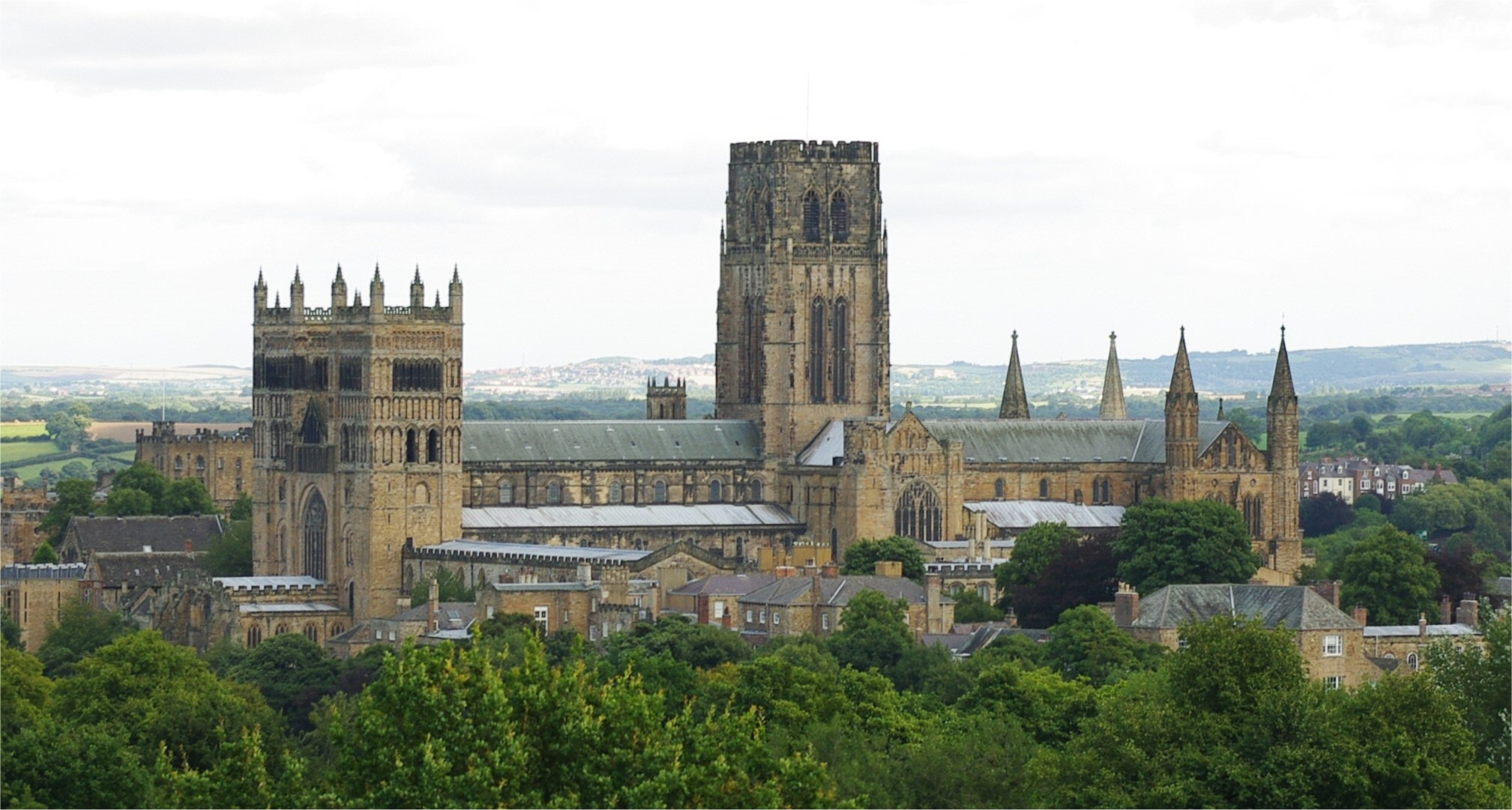
Kathedrale in Durham

Das Bistum Durham bestand seit 635 als Bistum Lindisfarne. Nach der Aufgabe des Klosters Lindisfarne residierten die Bischöfe ab 882 in Chester-le-Street. Seit 995 residieren die Bischöfe in Durham. Im Jahre 1093 wurde unter Bischof William of St Calais mit dem Bau der Kathedrale begonnen, die 1133 wurde die Kathedrale vollendet wurde. Am 11. April 1132 gab das Bistum Durham Teile seines Territoriums zur Gründung des Bistums Carlisle ab.
Der letzte römisch-katholische Bischof, Cuthbert Tunstall, wurde am 14. Oktober 1552 abgesetzt und im Jahre 1554 durch Königin Maria I. wieder eingesetzt. Im Jahre 1559 wurde Bischof Tunstall durch Königin Elisabeth I. erneut abgesetzt. Er starb am 18. November desselben Jahres im Lambeth Palace.
Das katholische Bistum Durham war dem Erzbistum York als Suffraganbistum unterstellt.
1882 wurde der Teil des Bistumsgebiets, der nördlich des River Tyne liegt, als Diözese Newcastle abgetrennt.